# Peter Purves

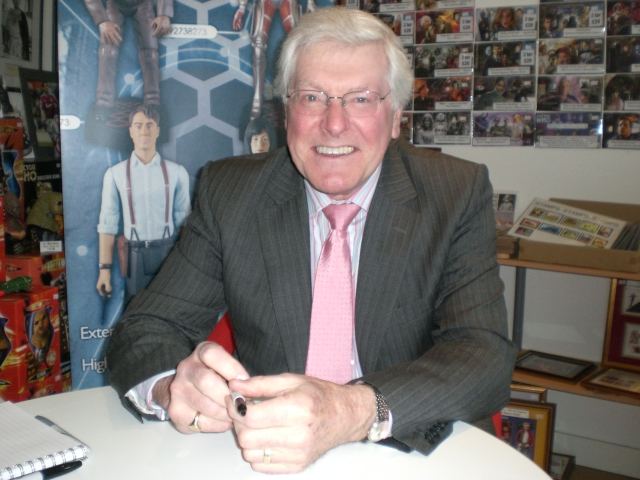
Peter Purves (2009)

Peter Purves (* 10. Februar 1939 in Preston, Lancashire) ist ein britischer Schauspieler und Moderator.

## Leben und Karriere
Purves Vater war Schneider. Später führte er ein Hotel. Ab dem Alter von zehn Jahren ging Purves in ein Internat. Er besuchte keine Theaterschule, sondern lernte das Schauspielen in einer Repertoire-Theatergruppe im Norden von England, in Barrow-in-Furness. Im Alter von 18 Jahren erhielt er seinen ersten bezahlten Schauspieljob. Er spielte einen Sheriff im Theaterstück The Rainmaker. Von 1966 bis 1967 Purves die Rolle des Steven Taylor in der britischen Fernsehserie Doctor Who. Steven Taylor war ein Begleiter des ersten Doktors (William Hartnell). Von 1967 bis 1978 moderierte Peter Purves die Kindersendung Blue Peter. Danach moderierte er weitere Sendungen, wie Stopwatch und die Motorradshow Kick Start. Seit 2007 verleiht er seiner ehemaligen Doctor Who Figur Steven Taylor erneut die Stimme. Er spricht diesen in den Doctor Who Hörspielen von Big Finish.  Außerdem führte Purves Regie bei mehr als dreißig Pantomimestücken.

### Privatleben
Im Sommer 1962 heiratete Purves die Drehbuchautorin Gilly Fraser.  1964 bekam das Paar einen Sohn, 1969 adoptieren sie ein kleines chinesisches Mädchen aus Macau. Während seiner Ehe hatte Purves Affären mit anderen bekannten Schauspielerinnen wie Jean Marsh, Adrienne Hill oder seiner Blue-Peter-Co-Moderatorin Valerie Singleton. Später trennten sich Fraser und Purves. 1978 stellte Purves Baron Hardup in dem Theaterstück Cinderella dar. Dort traf er seine zweite Ehefrau, die Schauspielerin Kathryn Evans, die Dandini spielte. Das Paar lebt heute mit insgesamt sechs Hunden in Suffolk.

## Filmografie

### Als Schauspieler (Auswahl)
- 1964: The Villains (Fernsehserie, 1 Folge)
- 1964–1965: Task Force Police (Fernsehserie, 3 Folgen)
- 1965: Luther
- 1965–1966: Doctor Who (Fernsehserie, 46 Folgen)
- 1987: EastEnders (Fernsehserie, 2 Folgen)

### Als Moderator (Auswahl)
- 1967–1978: Blue Peter
- 1974–1997: Record Breakers
- 1976–2008: Crufts Dog Show
- 1978–1981: Stopwatch
- 1979–1991: Kick Start